# Rjavi šekavček
Rjavi šekavček (znanstveno ime Hamearis lucina) je dnevni metulj, edini predstavnik poddružine šekavčkov v Evropi, ki je razširjen tudi v Sloveniji.

## Opis
Odrasli samci imajo razpon kril med 29 in 31 mm, samice pa med 31 in 34 mm. Zaradi velike podobnosti vzorcev na krilih lahko to vrsto hitro zamenjamo s kako drugo vrsto. Vzorec oranžnih peg na temno rjavi zgornji strani kril je podoben vzorcu na krilih metuljev iz družine pisančkov, od njih pa se loči po drugačni obliki kril. Ob zunanjem robu kril ima rjavi šekavček oranžne pege polmesečaste oblike, za oranžno rjavo spodnjo stran zadnjih kril pa so značilne ovalne bele lise razporejene v dveh pasovih.
- Hamearis lucina ♂
- Hamearis lucina ♂   △

## Razširjenost in habitat
V Sloveniji to vrsto najdemo ob gozdnih jasah, gozdnih robovih in ob robovih gozdnih cest od nižin do gozdne meje. Tu iščejo cvetoče rastline,  predvsem trobentice (Primula vulgaris) in druge vrste iz rodu jeglič (Primula). Na spodnje dele listov samice odlagajo jajčeca v manjših skupinah (do osem), lahko pa tudi posamično. Občasno jajčeca odlagajo tudi na sosednje rastline, predvsem starejše samice v vročem vremenu ali takrat, ko je gostiteljska rastlina v gosti podrasti. Jajčeca so okrogle oblike s plosko bazo, v premeru pa merijo okoli 0,6 mm. Sprva so bleščeča in prozorna, kasneje pa postanejo enotno bledo zelene barve. Tik preden se iz njih izležejo gosenice, se na jajčecih pojavi temno škrlaten madež. Jajčeca ogrožajo predvsem polži, ki jih nehote pojedo med hranjenjem. Jajčeca se izležejo po 7 do 21 dneh, kar je odvisno od vremenskih pogojev.